# Schönhengstgau

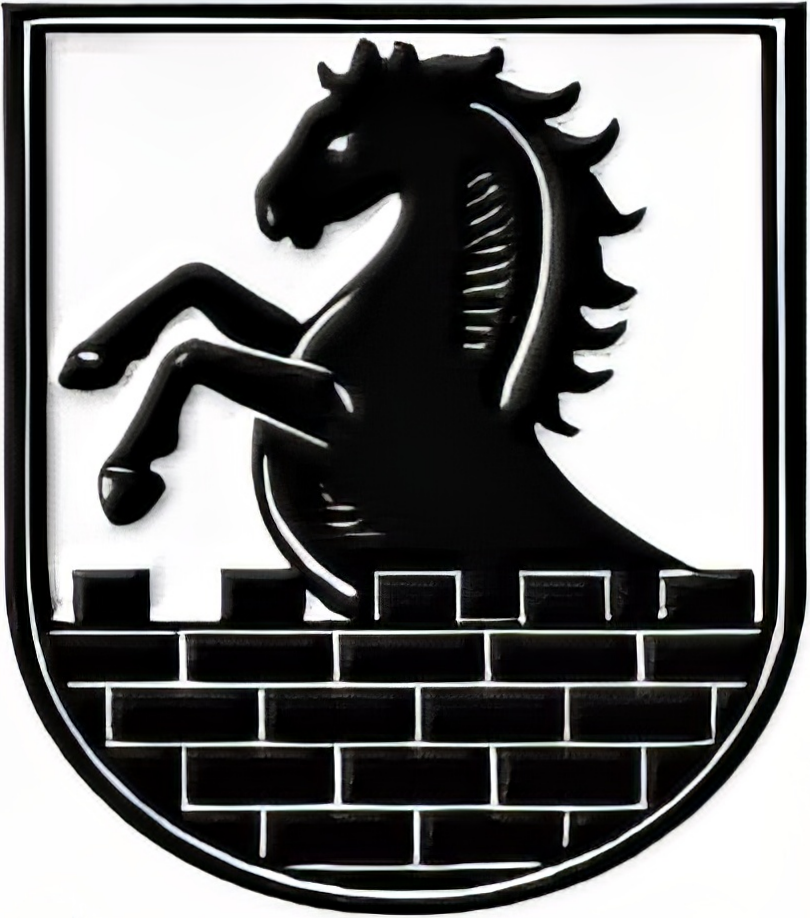
Inoffizielles Wappen des Schönhengstgaus

Der Schönhengstgau (tschechisch Hřebečsko) war eine historische Region in Böhmen und Mähren, die aber weder landschaftlich noch politisch eine Einheit bildete. Er war bis zum Ende des Zweiten Weltkriegs die größte deutsche Sprachinsel der Tschechoslowakei.

## Geographie

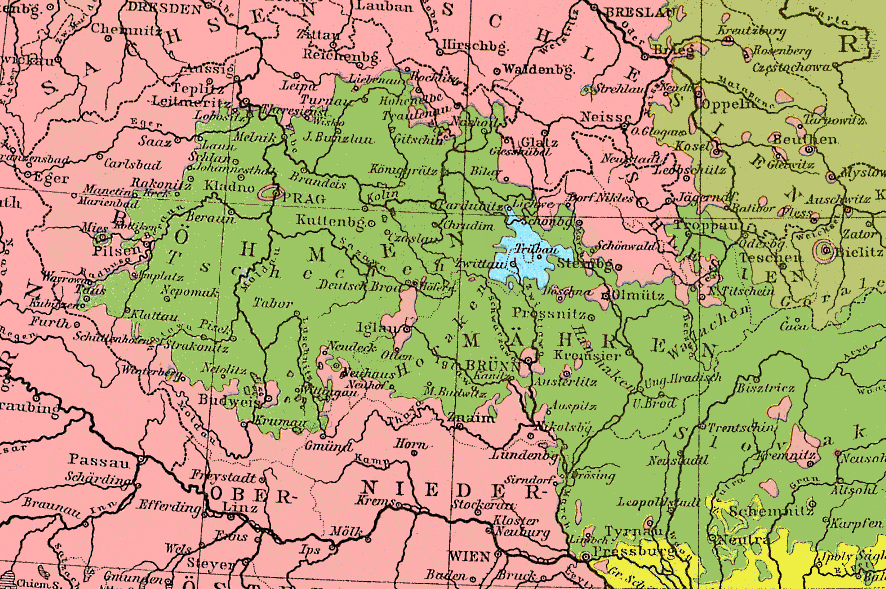
Schönhengstgau (blau) ca. 1880

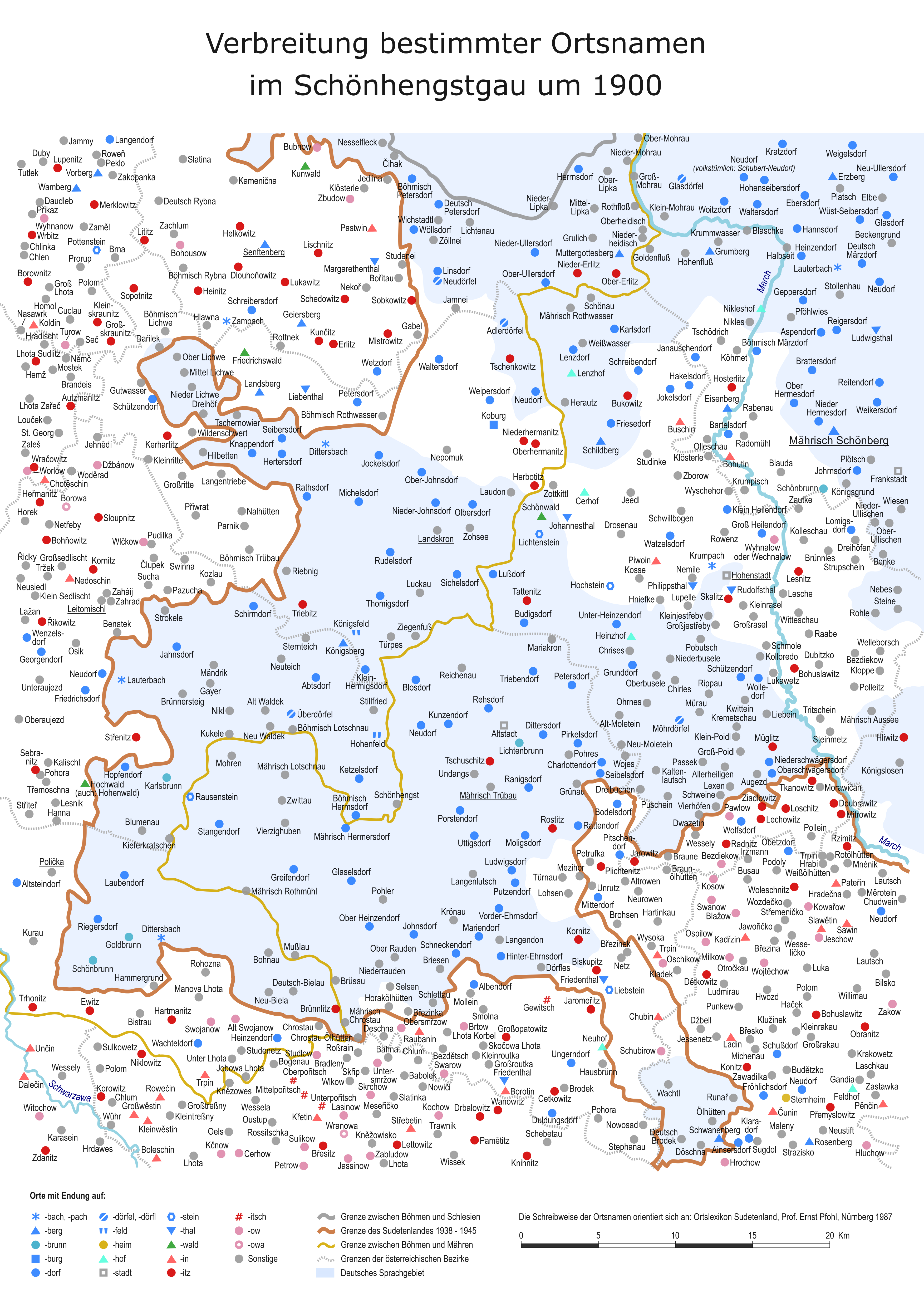
Die Ortsnamen im Schönhengstgau und seinem Umland

Der Schönhengstgau erstreckte sich beiderseits der böhmisch-mährischen Grenze; im Norden war er von der überwiegend deutschsprachigen Grafschaft Glatz durch einen schmalen, von Tschechen besiedelten Streifen abgetrennt. Die größten Städte sind Svitavy (deutsch Zwittau), Moravská Třebová (deutsch Mährisch Trübau) und Lanškroun (deutsch Landskron).
Der Schönhengstgau ist nach dem Schönhengster Rücken (Hřebečovský hřbet) benannt. Dieser sich von Norden nach Süden erstreckende Höhenzug auf der Böhmisch-Mährischen Höhe ist „so charakteristisch für die Landschaft, dass er ihr den Namen gab. Unterhalb eines Passes lag das Dörflein Schönhengst, um dessen Namensdeutung man noch heute rätselt. Der Höhenzug trennt ein höher gelegenes Plateau (um Zwittau) von einem tiefer gelegenen (um Mährisch Trübau).“
Landschaftlich gliedert sich der Schönhengstgau von West nach Ost in:
- das Oberland, einer flachen, höher gelegenen Mulde der Zwitta mit den angrenzenden, zu Böhmen gehörenden Teilen im Norden und Westen
- den Landskroner Kessel, in dessen Norden sich das Adlergebirge mit dem fast 1000 m hohen Schwarzen Berg und dem Buchberg erhebt
- das Unterland mit dem Reichenauer Berg, dem Eichwald und dem Mährischen Steinbergzug
- das Mürauer Bergland mit seinen steilen Berghängen, tiefen Tälern und dichtem Wald
- die Marchebene, die die Ostgrenze des Schönhengstgaus bildet und von der March, dem Hauptfluss Mährens, durchflossen wird.[2]

## Wappen
Es gab kein offizielles Wappen für die Region Schönhengstgau. Um das Jahr 1940 entwarf Adolf Jenisch ein Wappen, das im Schild in Silber oben ein wachsendes schwarzes Pferd und unten eine schwarze Mauer mit Zinnen zeigte. Dieses Wappen schmückte schon früh die „Schönhengster Heimatzeitung“ und wird von den meisten Schönhengster Landsleuten als offizielles Wappen der Region Schönhengstgau wahrgenommen. In vielen Quellen findet sich dieses Wappen mit anderer Tingierung (goldener Schild, mit roter Mauer und schwarzem Pferd). Vermutlich lehnt sich diese spätere Tingierung an das Wappen von Landskron an (was aber zurzeit nicht endgültig belegt ist).

## Geschichte

### Mittelalter bis 19. Jahrhundert
Bis ins Mittelalter war das Gebiet des Schönhengster Landes von nahezu undurchdringlichem Urwald bedeckt, durch den nur wenige, sehr schmale Handelswege führten. Dieser Urwald hatte über die Jahrhunderte hinweg Böhmen vor den Einfällen östlicher Reitervölker geschützt. Das Gebiet gehörte ursprünglich dem Adelsgeschlecht der Slavnikiden und reichte, wie der älteste böhmische Geschichtsschreiber Cosmas berichtet, von der Burg Luthomisl bis zum Bächlein Svitava in der Mitte des Waldes.
Die Besiedlung wurde im Rahmen der deutschen Ostsiedlung um 1250 im bis dahin kaum bewohnten Land angelegt. Den gegründeten Städten wurde dabei jeweils eine Anzahl von Waldhufendörfern zugeordnet, so dass sich das Gebiet als deutsche Sprachinsel bis 1945 behaupten konnte. Besondere Bedeutung erlangte hierbei für ganz Mähren das Wirken des Bischofs Bruno von Olmütz, der aus dem bekannten Holsteinischen Geschlecht der Grafen von Schaumburg stammte. Seiner planvollen kolonisatorischen Tätigkeit verdankten viele deutsche Städte und Dörfer im Schönhengstgau und im Kuhländchen ihre Existenz.
Die Vorfahren der deutschen Bewohner waren überwiegend aus Mainfranken eingewandert. Die schönhengster Mundart war daher mitteldeutsch-fränkisch geprägt. Die Mundart war allerdings nicht einheitlich, sondern es wurden – nach der Besiedelung der einzelnen Herrschaften – fünf bis sieben verschiedene Mundartgebiete unterschieden. In einigen dieser Gebiete wies die Mundart oberdeutsche Einflüsse auf. Die Unterschiede waren hauptsächlich lautlicher Art, sie erstreckten sich aber auch auf den Wortschatz. Die Sprechweise war im Allgemeinen bedächtig.
Am 4. Oktober 1750 wurde ein – zuvor im Wald verehrtes – geschnitztes Gnadenbild des Trübauer Bildhauers Franz Seydtl feierlich auf den Hochaltar der Pfarrkirche von Reichenau übertragen und Reichenau von der kirchlichen Obrigkeit offiziell zum Wallfahrtsort erklärt. In der Folgezeit fanden sich an manchen Tagen bis zu 2.000 Wallfahrer hier ein. Schon 1750 wirkten in Reichenau fünf Priester, in späteren Jahren waren es bis zu zehn Priester. Am 3. Juli 1932 erfolgte die feierliche Einweihung einer neuen Waldkapelle durch den Olmützer Weihbischof Dr. Josef Schnitzel mit etwa 30.000 Festgästen. Reichenau ist der einzige kirchlich anerkannte Wallfahrtsort im Schönhengstgau. Vor allem zu Mariä Geburt (8. September) kamen zahlreiche Prozessionen von Wallfahrern nach Reichenau.

### 20. Jahrhundert

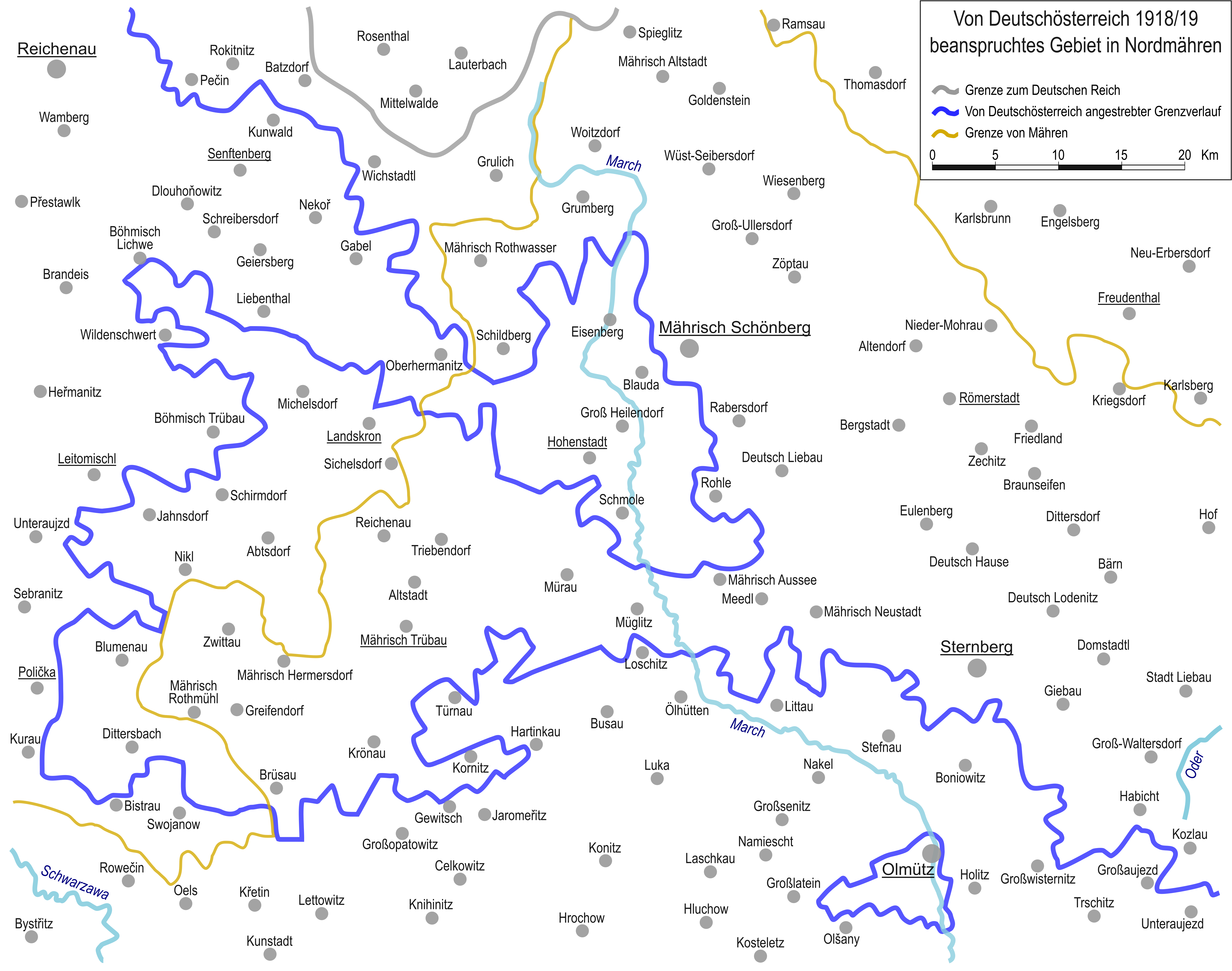
Von der Republik Deutschösterreich 1918/19 angestrebte Grenzziehung im Bereich des Schönhengstgaus

Direkt nach Ende des Ersten Weltkriegs erhob die Republik Deutschösterreich unter Berufung auf das Selbstbestimmungsrecht der Völker zusammen mit weiteren Teilen Böhmens, Mährens und Österreichisch-Schlesiens Anspruch auf den Schönhengstgau. Dem Stand die Besetzung durch tschechoslowakisches Militär entgegen. Durch den Vertrag von Saint-Germain wurde das Gebiet schließlich im September 1919 der Tschechoslowakei zugesprochen.
In den 148 Gemeinden, darunter die sechs Städte Zwittau, Brüsau, Mährisch-Trübau, Landskron, Hohenstadt und Müglitz lebten vor dem Zweiten Weltkrieg über 126.000 Einwohner, von denen 84 % deutsch waren.

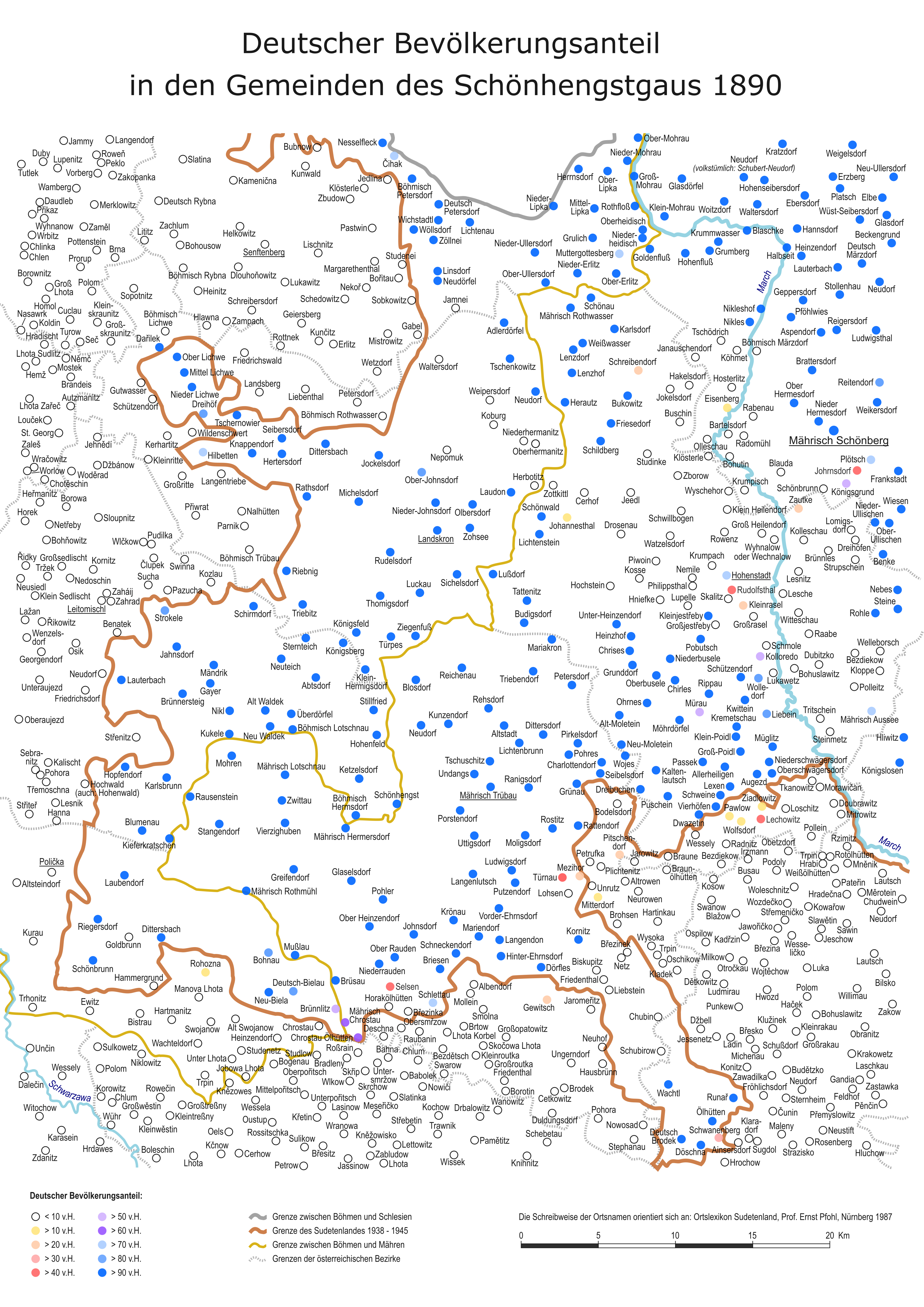
Deutscher Bevölkerungsanteil in den Gemeinden des Schönhengstgaus

Die Menschen lebten überwiegend friedlich Miteinander, zunehmend kamen nationalsozialistische Töne auf. Kulturell bedroht, mit der Weltwirtschaftskrise in finanzieller Not, vom Staat wenig unterstützt – bewundernd schauten die Sudetendeutsche ins Deutsche Reich. Allmählich schlug die Stimmung in Hass um.
Die Region kam in der Zeit des Nationalsozialismus 1938 durch das Münchner Abkommen im Rahmen des Sudetenlandes an das Deutsche Reich. Am 10. Oktober 1938 trafen die deutschen Truppen von Mittelwalde über Grulich kommend in Landskron ein. Von der deutschen Bevölkerung begeistert empfangen, von den tschechischen Bürgern kritisch beäugt. Auf dem Gebiet des Schönhengstgaues wurden sodann im Sudetengau die vier Landkreise Hohenstadt, Landskron, Mährisch-Trübau und Zwittau eingerichtet. Gauleiter war Konrad Henlein.
Der Zweite Weltkrieg endete für die Bewohner des Schönhengstgaus mit dem Voranrücken der russischen Armee im Jahre 1945. Die Flüchtlingswelle aus den Ostgebieten setzte ein und viele Familien zogen aus Furcht vor den Heranrückenden durch den Gau. Die Tschechen übernahmen allmählich wieder die Kontrolle über das Land.

### Nach dem Zweiten Weltkrieg
Kurz nach Kriegsende trieben am 17. Mai 1945 tschechische Partisanen in Landskron alle Deutschen auf den Marktplatz. Auf dem Gehsteig vor dem Landratsamt wurde ein großer Tisch aufgestellt. An ihm nahm das so genannte Volksgericht Platz. Diejenigen, die man als Schuldige selektiert hatte, mussten vor den Richtertisch treten, nachdem man sie gezwungen hatte, die letzten zwanzig Schritte auf den Knien zu rutschen. Die Urteile lauteten entweder auf Prügelstrafe oder auf Tod durch Erschießen oder Erhängen. Da die Urteile fast unmittelbar verstreckt wurden, gingen diese bis 21. Mai andauernden Geschehnisse als Blutgericht von Landskron in die Geschichtsschreibung ein.
Im Frühjahr 1946 begann die Vertreibung der Deutschen, mit 50 kg Gepäck sollten sie ihre Heimat verlassen. Im Aussiedlungslager Müglitz wurden ihnen aber von tschechischen Beamten bei sogenannten Transportkontollen von dem zugelassenen, mitgebrachten Gepäck wahllos Kleider, Betten, Geschirre, Gebrauchsgegenstände, Ausweise und Urkunden, Andenken, selbst Kinderspielzeug, beschlagnahmt. Wert- und Schmuckstücke, Briefmarken und Wertsammlungen wurden vielen bereits vorher in ihren Wohnungen geraubt. Von diesem Lager ging es mit dem Zug weiter über die Grenze in das von den alliierten besetzte Deutschland. Jeder Transport bestand aus 40 Güterwaggons mit je 30 Personen. Gepäck und Personen wurden zusammen in einem Waggon untergebracht. An die hunderttausend Menschen waren von dieser ethnischen Säuberung betroffen und als Folge hatte der Schönhengstgau aufgehört, als geschlossene deutsche Sprachinsel zu bestehen.
Nachdem 1946 fast die gesamte deutsche Bevölkerung aus dem Sudetenland aus der Heimat vertrieben wurde, waren die Schönhengster nun über ganz Deutschland und Österreich verstreut. Um dennoch den Kontakt zu den einstigen Nachbarn und Freunden nicht zu verlieren, gründete sich im März 1954 der Schönhengster Heimatbund e. V. Aus den einzelnen Heimatbriefen der einstigen Kreise Zwittau, Mährisch-Trübau, Landskron und Hohenstadt entstand 1952 die Vereinszeitung „Schönhengster Heimat“ (Hohenstadt schloss sich erst 1962 an) mit zunächst 7000 Beziehern. Sie erscheint bis heute (Stand 2024) monatlich. Zudem trat man der Sudetendeutschen Landsmannschaft bei.
Anfänglich mussten die Landsleute erst wieder zueinander finden. Daher erschienen früh in der Heimatzeitung Suchanzeigen. Für die einzelnen Ortschaften ist ein Ortsbetreuer zuständig, der in der Zeitschrift „Schönhengster Heimat“ über die Geschichte, die einstigen Bewohner und die Gegenwart der Heimatgemeinden berichtet. So sollte der Kontakt zu den verstreut lebenden Schönhengstern gehalten werden. Heute ist nur noch die letzte „Erlebnisgeneration“ am Leben, also jene Schönhengster, die Krieg und Vertreibung als Kinder/Jugendliche miterlebten. Die Schönhengster Heimattage (der erste war 1950 in Ludwigsburg) finden heute nicht mehr statt. Vereinzelt werden noch Ortstreffen veranstaltet.
Seit 1954 erscheint jährlich das Schönhengster Jahrbuch – ein Kalender, der den Schönhengster durchs Jahr führt, welcher vom Schönhengster Heimatbund e. V. herausgegeben wird. Darüber hinaus entstanden viele Heimatbücher für die Schönhengster Orte, die in der Bibliothek des Heimatbundes in Göppingen angesehen werden können. In Mährisch-Trübau finden jährlich die Deutsch-Tschechischen Kulturtage im Walther-Hensel-Begegnungszentrum statt.
Die Patenstadt für die Region Schönhengstgau ist Göppingen. Diese Partnerschaft wurde 1955 vom damaligen Göppinger Oberbürgermeister Herbert König und dem ersten Landschaftsbetreuer Paul Trunetz geschlossen. Bis heute (Stand 2025) hat der Schönhengster Heimatbund e. V. seinen Sitz in Göppingen. Ebenfalls befindet sich dort seit 1988 das Schönhengster Heimatmuseum, in dem Trachten, Bilder Schönhengster Künstler, originale Urkunden und Gegenstände von vertriebenen Schönhengstern ausgestellt werden. Darüber hinaus finden sich viele Exponate im 2020 in München eröffneten Sudetendeutschen Museum.

## Wirtschaft
Die Landwirtschaft war der wichtigste Wirtschaftszweig, außerdem wurden in der Gegend Maschinen, Textilien sowie Waren aus Gold und Silber hergestellt.

## Heimatlied
(Schönhengster Gaulied)
Zwischen March und Adler breitet

sich ein reich begnadet Land,

Das den Wandrer, der’s durchschreitet,

Wie ein süßer Zauber bannt.

Segen ruht in jedem Tale,

Friedlich grünt’s auf Berg und Au.

Sei gegrüßt viel tausend Male,

Trauter deutscher Schönhengstgau!
Unsre holde Muttersprache,

Unsrer Ahnen biedre Art

Werden unter jedem Dache

Wie ein köstlich Gut gewahrt.

Mannesmut und Frauenwürde

Trägt das Volk dort stolz zur Schau.

Bleib des Erdengartens Zierde,

Trauter deutscher Schönhengstgau!

Und die Mädchen wie die Knaben

Uns’rer Zukunft Trost und Hort,

Sollen tief ins Herz sich graben

Ihrer Väter Losungswort:

Strahlt das Glück in goldnem Schimmer,

Kommen Tage trüb und grau,

Treu verbunden, dein für immer,

Trauter deutscher Schönhengstgau!

Text: Ottokar Kernstock, Melodie: Rudolf Kunerth

## Persönlichkeiten
Ein berühmter Schönhengstgauer ist Oskar Schindler aus Zwittau, der circa 1200 Juden vor dem sicheren Tod im KZ bewahrte. Sein Leben und das der Juden im Konzentrationslager Brünnlitz wurde im Film Schindlers Liste thematisiert.
Des Weiteren:
- Nikolaus von Dornspach (1516–1580), Bürgermeister von Zittau
- Anton Brus von Müglitz (1518–1580), österreichischer Geistlicher, Bischof von Wien und Erzbischof von Prag
- Georg Vetter (1536–1599), Kirchenlieddichter
- Martin Medek von Müglitz (1538–1590), mährischer Geistlicher, Erzbischof von Prag
- Johannes Marcus Marci (1595–1667), Arzt, Philosoph und Naturwissenschaftler
- Philipp Fabricius (* vor 1608, † nach 1628), Kanzleisekretär und einer der drei Überlebenden des Zweiten Prager Fenstersturzes 1618
- Josef Langer (1650–1711), Piarist, Mathematiker und Astronom
- Carolus Polodig (1671–1714), deutscher Geistlicher
- Georg Anton Heintz (1698–1759), Bildhauer des Barock
- Thaddäus Supper (1712–1771), mährischer Barockmaler
- Maurus Haberhauer (1746–1799), Subprior der Abtei Raigern, Theologe, Musikpädagoge und Komponist
- Jakob Kolletschka (1803–1847), österreichischer Mediziner
- Hermann von Zeissl (1817–1884), österreichischer Dermatologe
- Carl Giskra (1820–1879), österreichischer Politiker
- Hermann Blodig (1822–1905), Jurist, Ökonom und Hochschullehrer
- Karel Kořistka (1825–1906), Mathematiker und Geodät
- Valentin Oswald Ottendorfer (1826–1900), Revolutionär von 1848, Emigrant, Verleger in New York, Förderer seiner Heimatstadt
- Eduard Schwoiser (1826–1902), Historienmaler
- Edmund Reitter (1845–1920), deutscher Entomologe, Schriftsteller und Kaufmann
- Karl Penka (1847–1912), Sprachwissenschaftler und Anthropologe
- Ludwig Vincent Holzmaister (1849–1923), US-amerikanischer Unternehmer, Gründer des „Holzmaister-Museums“
- Emil Müller (1861–1927), Mathematiker und Hochschullehrer
- Hugo Albrecht (1862–1920), österreichisch-mährischer Politiker (Deutsche Nationalpartei) und Fabrikant
- Konstantin Stoitzner (1863–1933), Maler
- Friedrich Gustav Piffl (1864–1932), Erzbischof der Erzdiözese Wien
- Konrad Trummler (1864–1936), deutscher Admiral, Marineattaché
- Karl Karafiat (1866–1929), Geistlicher, Denkmalpfleger und Heimatforscher
- Max Bernhauer (1866–1946), österreichischer Entomologe (Fachgebiet Staphylinidae)
- Otto Piffl (1866–1926), Oto-Rhino-Laryngologe
- Jan Welzl (1868–1948), Polarforscher
- Franz Jesser (1869–1954), sudetendeutscher Publizist und Politiker (DNSAP)
- Franz Budig (1870–1928), Politiker und Landwirt
- Karl Fritscher (1875–1945), Pfarrer und Abgeordneter des tschechoslowakischen Parlaments
- Rudolf von Eichthal (1877–1974), Schriftsteller und Musiker
- Julius Schindler (1878–1941), deutscher Unternehmer
- Kurt Brass (1880–1964), Chemieingenieur
- Johann Staud (1882–1939), österreichischer Politiker
- Richard Schmitz (1885–1954), österreichischer Politiker
- Walther Hensel (1887–1956), deutscher Musikwissenschaftler
- Hugo Herrmann (1887–1940), zionistischer Autor, Verleger und Propagandist
- Hugo Hodiener (1886–1945), Landschaftsmaler
- Adolf Luser (1886–1941), österreichischer Verleger
- Maximilian Felzmann (1894–1962), deutscher und Österreich-ungarischer Offizier, zuletzt General der Artillerie im Zweiten Weltkrieg
- Heinrich Hackenberg (1898–1951), österreichischer Politiker (SPÖ)
- Ernst Peschka (1900–1970), nationalsozialistischer Politiker
- Irma Lang-Scheer (1901–1986), akademische Malerin
- Julius Hönig (1902–1945), Politiker (NSDAP)
- Hans Chmel (1903–1945), Rechtsanwalt und Landrat
- Otto Neudert (1906–1975), österreichischer Maler, Graphiker und Pädagoge
- Franz Polak (1909–2000), römisch-katholischer Geistlicher
- Josef Lidl (1911–1999), deutscher Graphiker, Autor, Musiker und Heimatkundler
- Karl Dittert (1915–2013), deutscher Designer
- Friedrich Lang (1915–2003), Pilot und Offizier der deutschen Luftwaffe und Bundeswehr
- Erwin Tragatsch (1916–1984), Motorradjournalist und Historiker
- Ernst Vasovec (1917–1993), österreichischer Schriftsteller
- Gert Wilden (1917–2015), deutscher Komponist und Dirigent
- Kurt Felkl (1918–2013), deutscher Urologe und Generalarzt der Bundeswehr
- Franz Kirchner (1919–2003), DDR-Volkskammerabgeordneter, CDU-Funktionär und Oberbürgermeister von Weimar
- Herwig Schopper (* 1924), Physiker
- Hans Tyderle (* 1926), Maler und Zeichner
- Otto Wolf (1927–1945), Tagebuchautor, Opfer einer Gestapomassakers
- Ctirad Kohoutek (1929–2011), Komponist, Musikpädagoge und -wissenschaftler
- Josef Horntrich (1930–2017), Chirurg in Cottbus
- Karl Schmied (1933–2006), buddhistischer Religionslehrer
- Gerhard Pieschl (* 1934), Weihbischof in Limburg
- Luboš Kohoutek (1935–2023), Astronom
- Gustav Witlatschil, gerufen „Gustl“ (1935–2018), deutscher Fußballspieler
- Walter Tuschla (1938–2011), deutscher Dirigent und Komponist
- Norbert Heger (* 1939), österreichischer Archäologe
- Karl-Heinz Soukal (* 1940), deutscher Brigadegeneral des Heeres der Bundeswehr
- Wolfgang Ehrenberger (* 1941), Informationswissenschaftler
- Ruth von Truchseß (* 1941), deutsche Politikerin (SPD)
- Ingrid Kästner (* 1942), deutsche Medizinhistorikerin
- Wolfgang Bier (1943–1998), Bildhauer
- Heidi Lück (* 1943), deutsche Politikerin (SPD), Mitglied des Bayerischen Landtages
- Eibe Riedel (* 1943), deutscher Jurist
- Hans-Christian Beck (* 1944), deutscher Generalmajor der Bundeswehr, zuletzt Kommandeur der Führungsakademie der Bundeswehr
- Manfred Nagl (* 1944), Informatiker

## Filme
- Streifzug durch das Sudetenland – Teil 1, Curt.A. Engel, 1940 (ab Minute 11.40 über den Schönhengstgau)
- 700 Jahre Schönhengstgau, Petra Dombrowski, 2003[15]
- Der Schönhengstgau - Teil 1, Karl Klug, 2021